# Верона (Мисури)
Верона (енгл. Verona) град је у америчкој савезној држави Мисури.

## Демографија
По попису из 2010. године број становника је 619, што је 95 (-13,3%) становника мање него 2000. године.
| Група             | 2000.       | 2010.       |
| Белци             | 479 (67,1%) | 316 (51,1%) |
| Афроамериканци    | 11 (1,5%)   | 0 (0,0%)    |
| Азијати           | 2 (0,3%)    | 0 (0,0%)    |
| Хиспаноамериканци | 221 (31,0%) | 283 (45,7%) |
| Укупно            | 714         | 619         |